# Adnetský vápenec

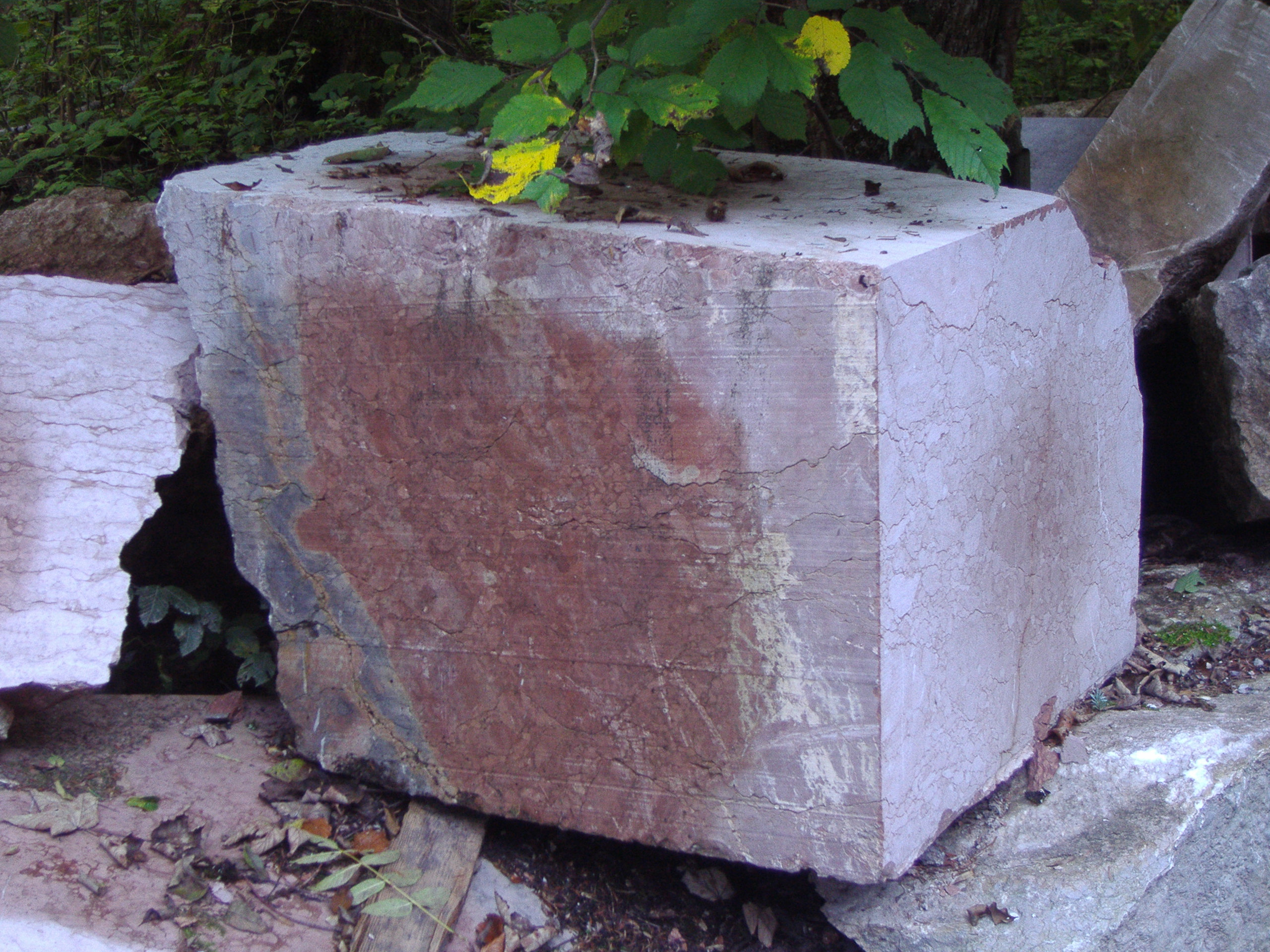
Blok červeného hlíznatého adnetského vápence, Rakousko

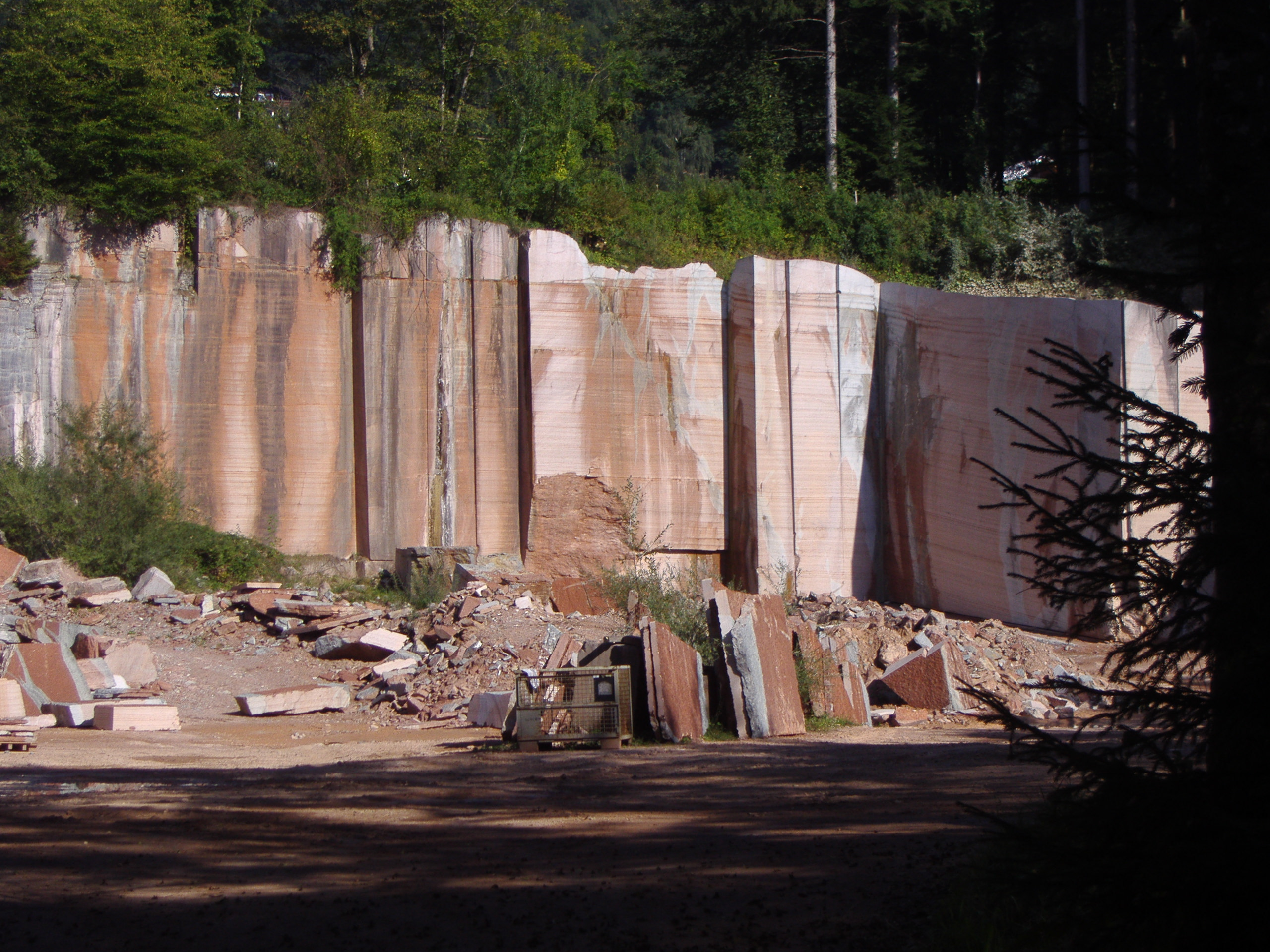
Lom v Adnetu. Svrchní vrstvy o mocnosti 2-4 metru jsou tvořeny adnetským vápencem s bílým kalcitem (stáří 195 až 175 milionů let)

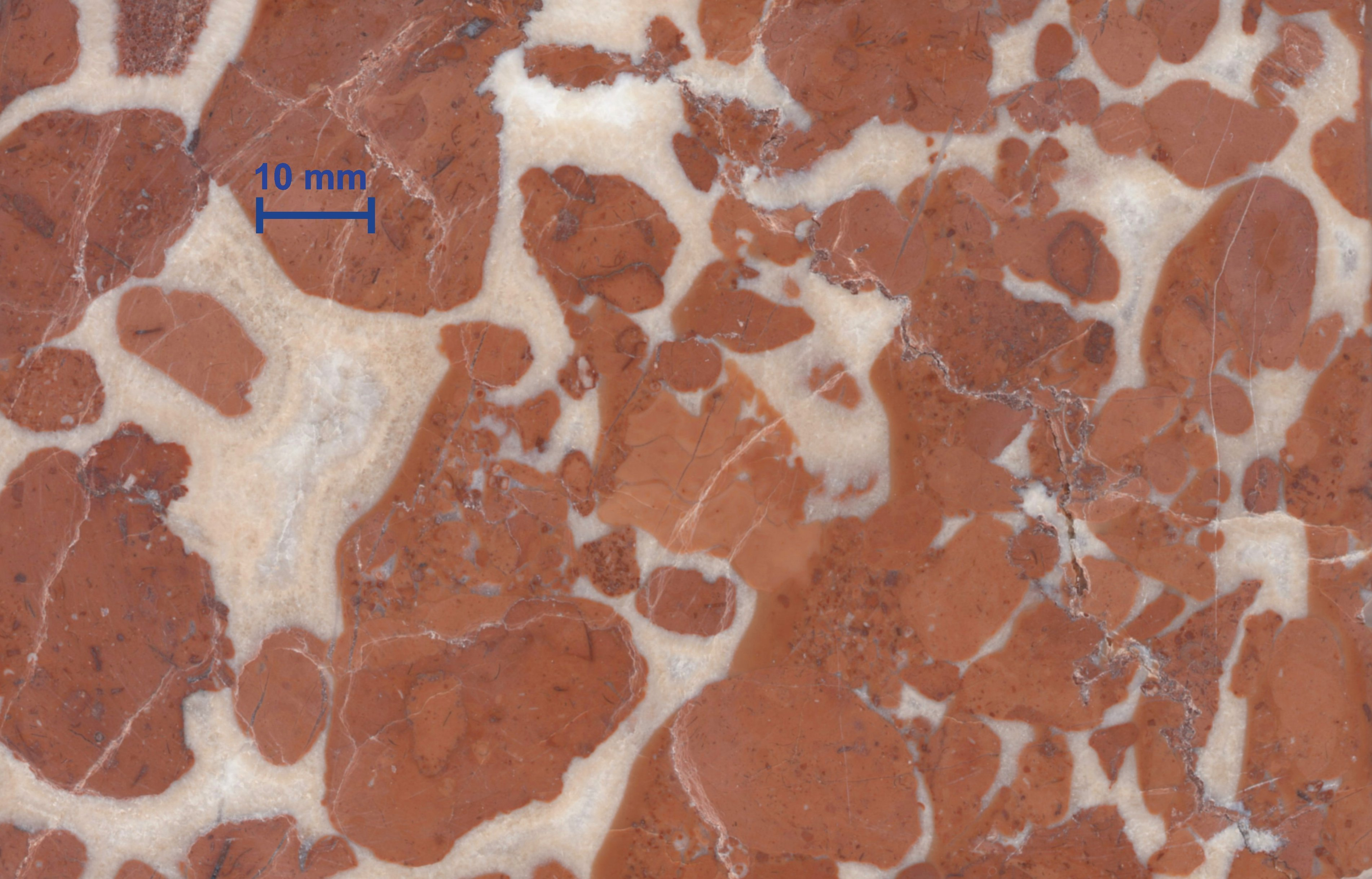
Adnetského vápence (Brekcie) „Rotscheck“

Adnetský vápenec nebo Adnetské souvrství je typ červeného hlíznatého vápence spodně- až střednějurského stáří.
Jako litostratigrafickou jednotku ho vyčlenil Franz von Hauer roce 1853, původně pod názvem Adnethen-Schichten (adnetské vrstvy). Pojmenován je podle obce Adnet v Rakousku v oblasti Severních vápencových Alp (Nördliche Kalkalpen).
Ačkoliv se například v němčině používá označení „adnetský mramor“ (Adneter Marmor), jde v petrologickém smyslu jen o druh leštitelného barevného vápence, ne o mramor. Využití této horniny má ve střední Evropě dlouhou historickou tradici. Pro své zbarvení a dekorační vlastnosti byl adnetský vápenec vyhledávaným stavebním a obkladovým kamenem. Užíván byl k tvorbě křtitelnic, sloupů, portálů, kazatelen a pozdně gotických náhrobků.
Pro svá vrcholná díla jej užívali sochaři jako například Veit Stoss, Tilman Riemenschneider nebo Nicolaus Gerhaert van Leyden.

## Litologie
Litologicky představuje adnetský vápenec poměrně pestrý sled deskovitých až lavicovitých červených mikritických (pelagických, kalových) vápenců nebo slínovců. Z petrografického hlediska jde o „mudstone“, „wackstone“ až „packstone“. Souvrství obsahuje i vrstvy intraformačních brekcií mocné od centimetrů až do metru, tmelené jemnozrnnou základní hmotou. Brekciové vápence jsou označovány jako Scheckbreccia. Obsahuje i tělesa krinoidových vápenců, složených z článků krinoidů. Na některých místech se objevují hlízy černých rohovců.
V adnetských vápencích lze často pozorovat fosilie amonitů, jejichž jádra běžně tvoří hlízy. Kromě nich jsou běžné zbytky lilijic, loděnkovitých, dírkonošců a belemnitů.

## Sedimentární prostředí

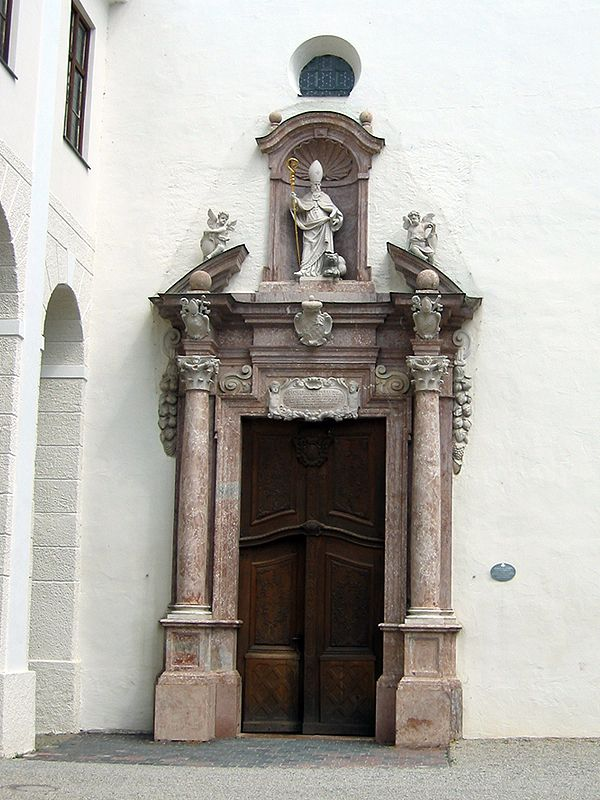
Portál dómu ve Freisingu

Adnetské souvrství představuje kondenzovanou sedimentaci, je někdy doprovázeno manganovým zrudněním a zpevněním, vznikajícím v prostředí velmi pomalé sedimentace v důsledku nedostatečného přínosu sedimentu v relativně hlubinném prostředí a/nebo jako důsledek sesouvání (redepozice) sedimentů na svazích. Toto charakteristické zpevnění karbonátového sedimentu při nápadném zpomalení či spíše přerušení sedimentace se nazývá „hardground“.

## Pozice
Leží v nadloží krinoidových vápenců hierlatzského souvrství. Většinou leží v podloží allgäuského souvrství (fleckenmergel) nebo klauského souvrství. Může však ležet i v nadloží allgäuského souvrství. V tatriku a fatriku jsou v jeho nadloží běžné radiolarity Ždiarského souvrství.

## Stáří
Adnetský vápenec ve své typové lokalitě představuje sedimenty sinemurského až aalenského stáří (střední jura).
Na území Slovenska se stáří těchto vápenců řadí do stupňů toark až bajok (spodní část střední jury).

## Výskyt
Ve Východních Alpách je známá z hornin vrchního i spodního austroalpinika a Nördliche Kalkalpen, také z příkrovu Dent Blanche, zóny Sesia-Lanzo a Tonale.
Adnetské vápence se vyskytují ve většině mezozoických jednotek Vnitřních Karpat. Jde o typickou litostratigrafickou jednotku pro tatrikum a fatrikum (krížňanský příkrov). Vyskytuje se i v hroniku (Chočský příkrov) a siliciku.
Na Slovensku se vyskytuje poměrně často například v Tatrách, Velké Fatře a Slovenském krasu.

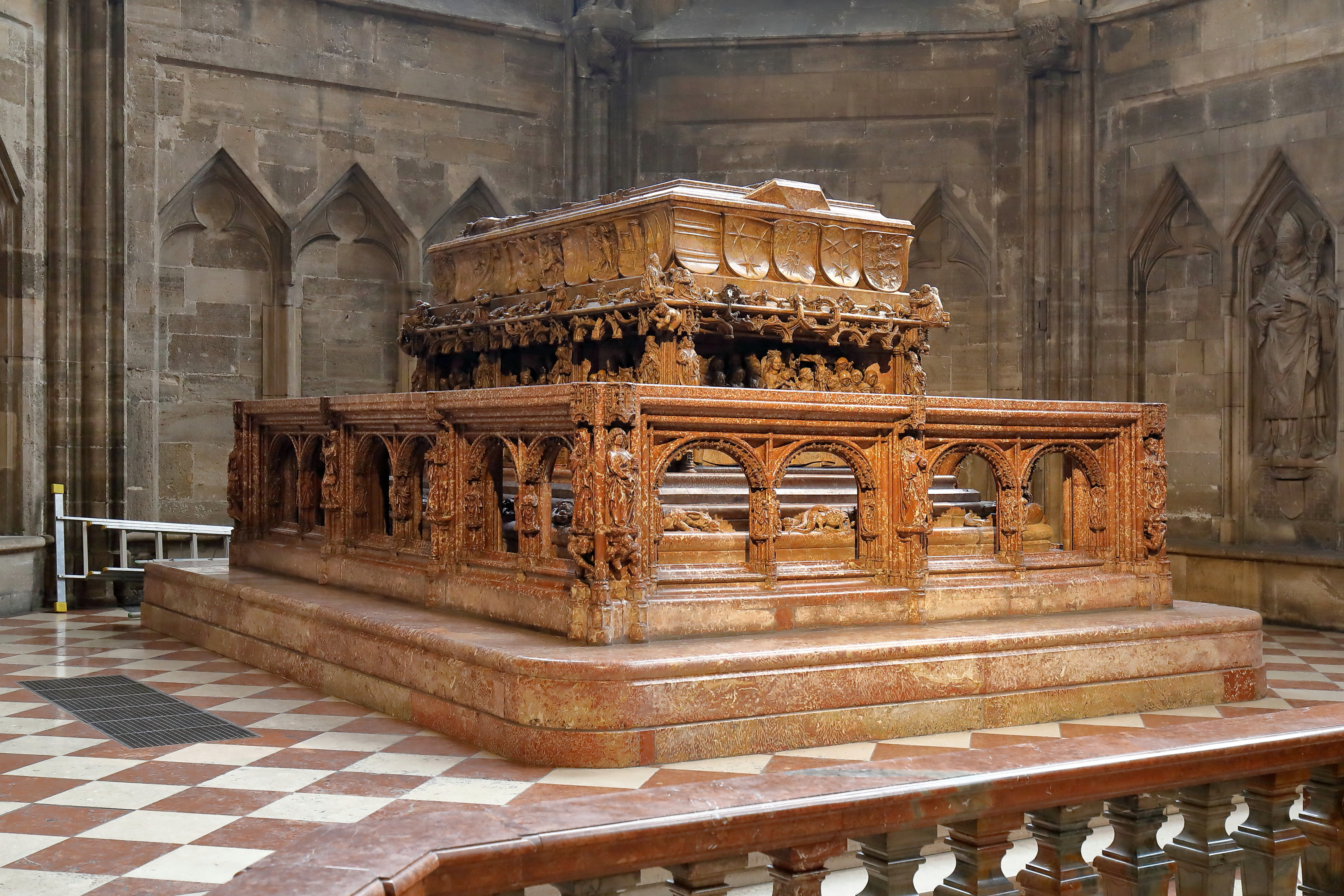
Hrobka a sarkofág Fridricha III., Katedrála svatého Štěpána

## Ekvivalenty
V mělkovodní jednotkách fatrika (krížňanský příkrov), např. ve Vysocké jednotce v Malých Karpatech je jeho ekvivalentem prístodolské souvrství.
V bradlovém pásmu je jeho (hlavně faciálním) ekvivalentem czorsztynské souvrství (slovensky čorštynské).

## Využití
Římané těžili tento vápenec od 2. století našeho letopočtu pro použití ve stavebnictví: kvádříkové zdivo, reliéfy a mozaiky. V salcburském muzeu jsou vystaveny tři kamenné bloky s reliéfy z tohoto období. V prerománském a románském období dominovala zejména reliéfní tvorba. V gotické tvorbě, asi kolem roku 1230, měl kámen s názvem „Adneter Scheck“ význam výjimečné suroviny. První písemná zmínka o existenci lomů pochází z roku 1420. V následujících obdobích poptávka po materiálu vzrůstala. V období po druhé světové válce, poptávka prudce klesla, následkem čehož došlo k uzavření některých lomů.
Mistrovským dílem Nicolause Gerhaerta van Leyden z adnetského vápence je pozdněgotický sarkofág císaře Fridricha III. ve vídeňské Katedrále svatého Štěpána.